# Вокалист

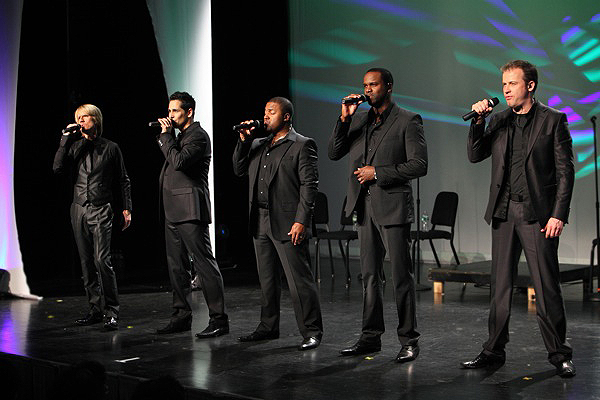
Rockapella на концерте с новым членом группы Стивеном Дорианом, 9 января 2010 года.

Вокали́ст (лат. vox — «голос» и vocalis — «звучащий») — музыкальная профессия, связанная с пением, то есть исполнением различных вокальных партий; участник какого-либо вокально-инструментального ансамбля, в котором данный участник исполняет вокальные партии.
Термин «вокалист» почти совпадает с термином «певец», но в современной эстрадной музыке трактуется несколько шире, в частности, подразумевая возможность использования декламации, речитатива, скриминга и т. д.
Лидер-вокалист — участник музыкального коллектива, исполняющий преимущественно ведущие вокальные партии.
Бэк-вокалист — участник музыкального коллектива, исполняющий дополнительные, гармонические вокальные партии на заднем плане.

## Виды вокального исполнения

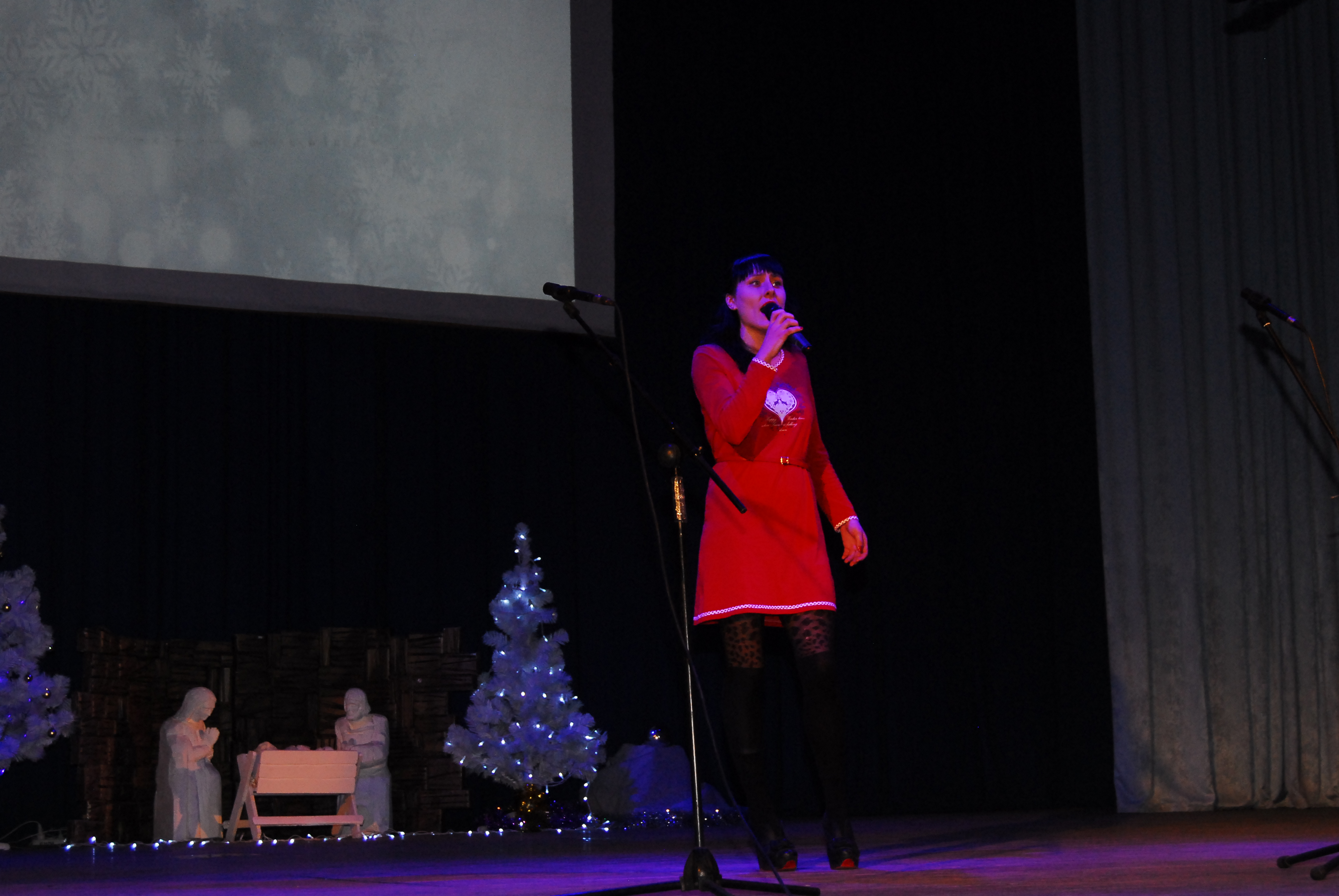
Сольное выступление

В зависимости от того, сколько человек и как именно участвуют в вокальном исполнении произведения, разделяют такие виды вокала как:
- Сольное пение (одиночное);
- Ансамблевое пение (от двух до 10 человек, исполняющих обычно разные партии);
- Хоровое пение (от 5-7 до нескольких десятков человек, некоторые из которых ведут идентичные партии).

### Основные стили вокала
1. Классическое (академическое) пение. Характерно для оперы и оперетты, мюзиклов, романсов. Традиции этого направления были заложены ещё в XVI веке — начиная с того времени и по сегодняшний день, классическое исполнение подразумевает высокую вокальную позицию и высокий купол, максимально объёмное звучание безупречно чистого голоса. Полностью или частично исключаются форсирование звука, шумы и хрипы.
2. Джазовый вокал. Как результат слияния колоритных африканских ритмов и присущих европейским странам музыкальным традициям, этот стиль появился в конце XIX века в США. Для него характерен богатый и сильный голос, способный воспроизводить очень сочные звуки, варьируя тональности, используя приёмы подражательства и максимальную импровизацию. В джазовом вокале также есть очень много стилей, которые отличаются друг от друга своим исполнением (например босса-нова, свинг, кул-джаз, фриджаз, классикол кроссовер, бибоп, регтайм, спиричуэлс, госпел и ещё много других.
3. Эстрадное пение. Данное направление отличает ориентация на массового потребителя. Отсюда — понятные по смыслу тексты без какой-то глубинной философии, простая и запоминающаяся манера исполнения, использование повторяющихся припевов. Сегодня эстрадный вокал тесно переплетается с другими стилями — рэпом, фолком, роком, также существуют различные стили эстрадного вокала: поп, рок, соул, фанк, диско, госпел, хип-хоп, хаус, дэнс, электропоп, эвропоп, эстрадный романс, баллада, авторская музыка, шансон, кабаре. В эстрадном пении используются приёмы: хрип, сип, шумы, гроул, скрим, рыки, милизматика, субтон, фальцет. Используются все виды атак звука. Эстрадное пение самое разнообразное и свободное, если нет чёткого представления в каком направлении работать, то выбрав это направление в будущем у Вас появится свой стиль и своя манера.
4. Народное пение. Это пение традиционное, которое относится к традиционной и национальной культуре определённого народа. В данном направлении пения очень много разнообразия, каждая песня в своём характере и в своих красках. Различаются два вида народного пения: 1. Классическое народное пение (романсовое пение или камерное пение) — это пение романсов и песен у которых есть автор слов и музыки (пример «Река Волга» исп. Л. Зыкина). Данная манера пения очень благозвучная, ей присущи близкий звук, но немного округлый (благородный), разговорная (речевая) манера, кантиленность, очень опертый звук, используется мягкая, иногда твёрдая атака звука. Редко используется приём «не тональный йодль». Данная манера очень близка эстрадной, опереточной и мюзикловой. (Исполнители данного направления: Л. Зыкина, А. Носков, А. Квасов, Н. Бабкина, Л. Рюмина, Н. Кадышева, Т. Петрова). 2. Фольклорное (этническое) пение — это пение определённого региона, области, города, края, деревни, села, хутора, нации в его первоначальном бытовом виде без обработок. Манера, позиция и исполнение зависит от определённой местности. Данное пение характеризуется очень опертом дыхании, манера зависит от местности(может быть как и плоская и открытая, так и закрытая и объёмная), используются две атаки звука, чаще твёрдая (масленичные песни, зазывания, гукания, ауканья), реже мягкая (гадальные, подблюдные, колыбельные). Также используются различные приёмы: йодли, спады, подъезды, ики, ауканья и др. Также существует ещё одно ответвление от фольклора. В настоящее время народное пение, а также фольклорное пение синтезируются с современной музыкой, как обработками, современными танцевальными фонограммами, как в эстраде, а также и смешиваются жанры и стили с другими и происходит появление новых стилей. Поп-фолк — народные песни, обработанные под танцевальные темпы и ритмы, музыка современная, вокал народный, либо музыка современная и вокал эстрадный, но исполняются исключительно народные песни. Фолк-рок — Используется народно-роковая манера — на твёрдой атаке звука и в начале на мягкой, используются народно-фольклорные вокальные приёмы. Состав инструментов присущий рок-музыке, с добавлением народных инструментов. Фолк-джаз — исполнение либо в джазовой манере, либо в народной манере, либо смешиваются. Используются джазовые тона и приёмы, блюзовые ноты, народные лады, тетрахорды, мелизматика, йодли, пассажи, рулады, зазывания, ики, используются инструменты фортепиано, саксофон, состав джазовых, с добавлением народных. Фолк-транс, фолк-хаус, фолк-мистик — стили где происходит смесь электронной музыки (этих стилей) с народным пением, ладами, приёмами.
5. фьюжн — смесь народного(фольклорного пения) его приёмов и техник (могут исполняться народные песни, могут исполняться авторские песни, но в народной манере) с различными стилями (поп, фанк, соул, джаз, блюз, рнб, рок, хипхоп, транс, хаус) где аккомпанирующими инструментами являются только синтетические и электронные инструменты (синтезаторы, электрогитары, бас-гитары, драм-машина).